# Athetis stellatella
Athetis stellatella là một loài bướm đêm trong họ Noctuidae.